# Barrage Usoi
Le barrage Usoi est un barrage naturel du Tadjikistan situé dans le Pamir. Avec une hauteur de 500 à 700 mètres et un volume d'environ deux kilomètres cubes de roches, il est considéré comme le plus grand barrage naturel du monde.

## Histoire
Formé le 18 février 1911 par un glissement de terrain au cours du séisme de Sarez, il a englouti le village d'Usoi dont il porte le nom et est à l'origine par le barrage du lit de la rivière Murghab de la formation des lacs Shadau et Sarez, ce dernier mesurant près de 54 kilomètres de longueur,.

## Hydrologie
L'eau du lac Sarez s'écoule par infiltration à la base du barrage, vers l'ouest. Le débit sortant du lac Sarez est estimé à 45 mètres cubes par seconde en moyenne, avec des variations saisonnières allant de 35 à 80. Le débit sortant est cependant inférieur au total des entrants annuels, ce qui provoque une élévation progressive du lac d'environ 20 centimètres par an.

## Risque naturel
La rupture du barrage au cours d'un puissant séisme — susceptible de provoquer la liquéfaction du sol ou un nouveau glissement de terrain dans le lac — constituerait une catastrophe naturelle majeure pour les populations et les infrastructures en aval en raison du volume d'eau retenue dans le lac Sarez ainsi que de la typographie des vallées en aval, très étroites. Ces dernières, celles du Bartang, du Piandj puis de l'Amou-Daria, sont des régions agricoles et industrielles avec une forte densité de population.

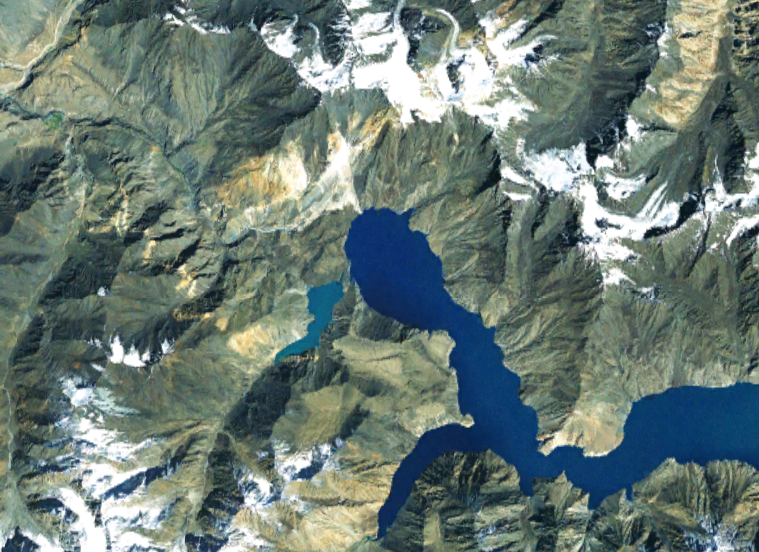
Image satellite du barrage Usoi (au centre), du lac Shadau (à gauche) et de la partie occidentale du lac Sarez (à droite), en 2011.